# Kimmerské vrásnění
Kimmerské nebo cimmerské vrásnění byl horotvorný proces, ke kterému došlo ve druhohorách. Byl způsoben srážkou podlouhlého pásu Kimmerie (též Severní terány, části dnešního Turecka, Íránu, Afghánistánu a Tibetu), který se oddělil z Gondwany a vydal se k severu, s Eurasií.
Tato srážka zřejmě začala zvedat hory v dnešní Dobrudži, Krymské hory, Velký Kavkaz, Alborz, Hindúkuš a Kchun-lun. Většina takto vzniklých horských pásem nadále rostla ve třetihorách a čtvrtohorách v rámci alpinského vrásnění, když se na ně z jihu začaly tlačit další kontinentální masy Arábie a Indie. Proto dnes nerozlišujeme žádný „Kimmerský horský systém“ a místo toho příslušná pohoří řadíme pod Alpsko-himálajský systém.